# Раанан, Йоав
Йоав Раанан (ивр. יואב רענן‎; 15 января 1928, Каир — 9 ноября 2022) — израильский прыгун в воду, участник двух летних Олимпийских игр, чемпион летних Азиатских игр 1954 года.

## Биография
В 1952 году Йоав Раанан принял участие в летних Олимпийских играх в Хельсинки. Израильский прыгун выступил сразу в двух видах программы. В прыжках с вышки Раанану удался лишь первый прыжок, по результатам которого он занимал второе место, однако ряд неудачных прыжков отбросил его по итогам квалификации на предпоследнее 30-е место. Намного успешнее израильтянин выступил в прыжках с 3-метрового трамплина. Первые несколько прыжков Раанан выполнил на среднем уровне, но качественно выполнив 4-й и 5-й прыжки, Йоав поднялся в восьмёрку сильнейших, место в которой давало право выступить в финале. Для попадания в решающий раунд израильтянину было необходимо хорошо выполнить заключительный прыжок, но за него Раанан получил всего 11,20 балла и опустился на 9-ю строчку, завершив борьбу за медали. Занявшему восьмое место бразильцу Милтону Бусину Йоав уступил всего 0,27 балла.
В 1954 году Йоав Раанан стал чемпионом Азиатских игр в прыжках с трамплина, а также серебряным призёром на вышке. На летних Олимпийских играх 1956 года израильский прыгун выступал только в прыжках с с 3-метрового трамплина. В отличие от Игр четырёхлетней давности Раанан выступил довольно слабо, заняв в квалификационном раунде лишь 22-е место. Йоав стал одним из трёх спортсменов, представлявших Израиль на Играх в Мельбурне, которые начались почти сразу после начала Суэцкого кризиса. Также Раанану было доверено право нести национальный флаг на церемонии открытия Игр.